# Болгаро-японські відносини
Болгаро-японські відносини - двосторонні дипломатичні відносини між Республікою Болгарією та Державою Японія, а також їх попередниками. Обидві держави перебувають в ООН.

## Історія
Перші контакти встановлено в 1909. Болгарія підтримала Росію в російсько-японській війні, відправивши загін Болгарського Червоного Хреста.
У Першій світовій війні були ворогами: Японська імперія вступила у війну за Антанти, тоді як Болгарія вступила за Центральних держав. 16 жовтня 1915 країни Антанти оголосили війну Болгарії. Але, зазнавши поразки у війні, Болгарія уклала перемир'я з Антантою 29 вересня 1918.
27 листопада 1919 підписаний мирний договір між країнами.
У 1939 встановлено дипломатичні відносини.
10 травня 1941 Болгарія визнала маріонеткову державу Японії Маньчжоу-го, а потім у липні 1941 визнала Режим Ван Цзінвея.
25 листопада 1941 Болгарія приєдналася до «Антикомінтернівського пакту», в якому вже була Японія.
У Другій світовій війні країни були союзниками, які вступили у війну на боці осі та їх союзників.

## Сучасність
Наразі Болгарія має посольство в Токіо, а Японія має посольство в Софії.
У 2004-2009 Благовіст Сендов був послом Болгарії в Японії, а з 7 серпня 2007 по 29 листопада 2010 Цунехару Такеда був послом і повноважним представником Японії в Болгарії.
У 2012 Японія прийняла болгарську парламентську делегацію.

## Додаткова література
- Евгений Кандиларов, Вера Вутова-Стефанова. България и Япония: Политика, дипломация, личности и събития. — Изток Запад. — Sofii︠a︡, 2019. — 638 с. — ISBN 978-619-01-0443-8, 619-01-0443-6.